# Escut de Crimea (condecoració)

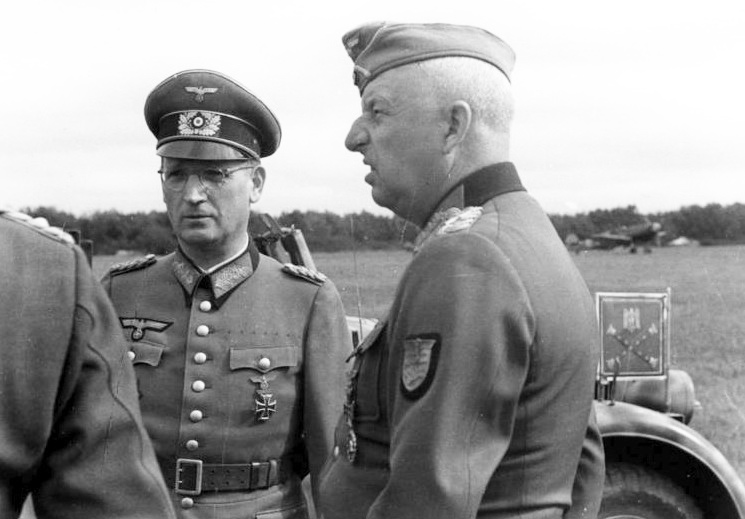
El mariscal von Manstein, lluïnt l'escut

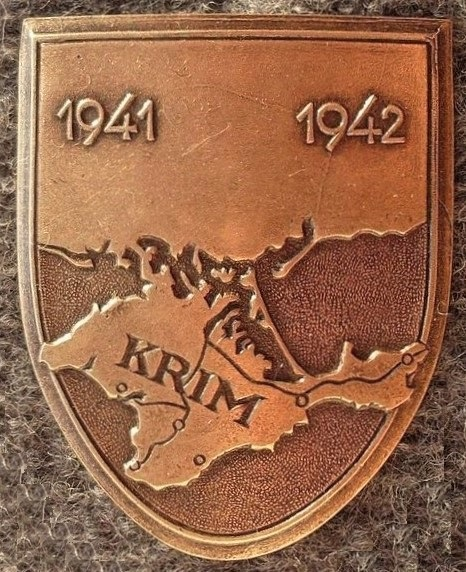
Versió desnazificada de l'escut

L'Escut de Crimea (alemany: Krimschild) és una condecoració del Tercer Reich creada per Adolf Hitler el 7 de juliol de 1942. atorgada a totes les tropes alemanyes que van participar en l'avanç alemany a Crimea, comandat pel General von Manstein.
Va ser atorgada a tots els membres de l'Onzè Exèrcit Alemany i del 3r Exèrcit Romanès que van participar en la conquesta de Crimea. Els criteris específics per a la seva concessió eren:
- Haver servit almenys 3 mesos a la regió
- Haver participat almenys en una operació de combat principal
- Haver estat ferit mentre servia a la regió

Es va haver d'especificar els criteris per a la seva concessió per evitar que la rebessin els oficials de l'Estat Major General (OKW) que realitzessin "visites oficials" a la regió. Se'n van atorgar (aproximadament) en unes 250.000 ocasions. S'atorgaven 5 còpies a cada receptor, juntament amb un certificat acreditatiu.
Se situava després de les insígnies de combat sense numerar.
El Mariscal von Manstein va atorgar una versió especial de l'escut, fet en or pur, al Mariscal Ion Antonescu com a reconeixement del paper de les forces romaneses en la conquesta de Crimea (les quals també van rebre la insígnia). El propi von Manstein també el tenia d'or,, i va arribar a fer-lo servir com a emblema pel seu avió.
El 1957 es produí una versió desnazificada, igual en el seu disseny, però se li havia retirat l'àliga.

## Disseny
Amb forma d'escut amb la punta inferior arrodonida, fet d'acer amb acabat de bronze. A la part superior hi ha l'àliga amb les ales esteses amb l'esvàstica amb les urpes (les ales són més amples que l'escut). A sota de les ales hi ha les dates 1941 – 1942, que va ser quan tingué lloc la conquesta.
Al cos de l'escut hi ha un mapa de Crimea, detallant els rius i les 6 ciutats principals. També apareix la inscripció "KRIM" (Crimea en alemany).
Anaven cosides en roba perquè es poguessin cosir a la màniga esquerra l'uniforme: per la Kriegsmarine era en blau, per la Luftwaffe en blau gris i pel Heer en gris de camp. Deixant de costat el color, el disseny de les 3 era el mateix.
Després d'una prohibició inicial, la República Federal d'Alemanya va tornar a autoritzar el lluïment de moltes decoracions militars de la Segona Guerra Mundial el 1957. Aquestes incloïen l'Escut de Crimea, redissenyat eliminant l'emblema de l'àguila i l'esvàstica a la part superior de la insígnia. Els membres del Bundeswehr podien portar l'escut a la barra de la cinta, representat per una petita rèplica del premi en una cinta grisa de camp.